# Coricancha

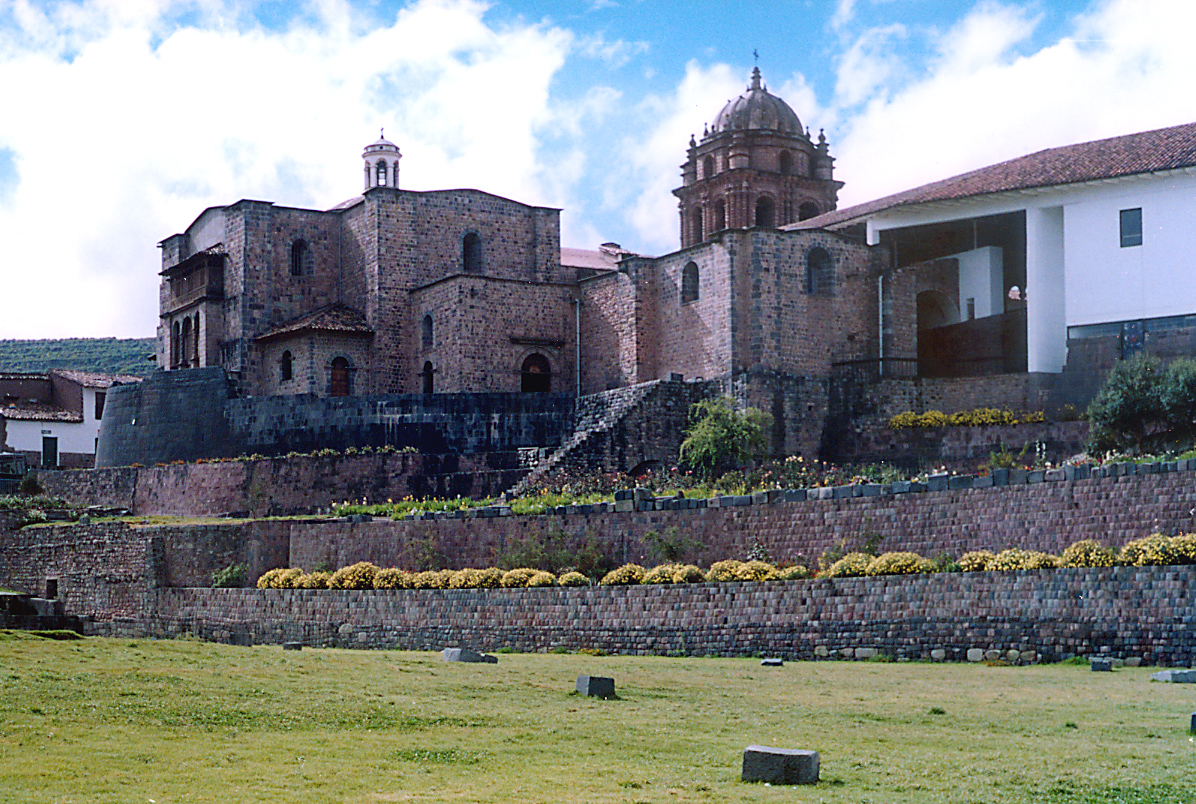
Resterna av Inkafolkets soltempel Inti Wasi (Qurikancha), nu överbyggt av Santo Domingo

Coricancha (eller Soltemplet Inti Wasi) var beläget på tempelområdet Coricancha (quechua Qurikancha, quri = guld, kancha = muromgärdad yta) i Cusco i Peru. Detta låg i den nedre delen av staden (Hurin Cusco).
Templet byggdes av inkan Pachacuti. Coricancha var mittpunkten i Tawantinsuyu, de fyra rikena, som var namnet på inkafolkets rike.
Soltemplet i Cusco var det mest storslagna av inkafolkets byggnader. Det var täckt av guldplattor och inne i templet fanns dessutom guldornament och statyer. I tempelträdgården stod statyer i guld och silver, föreställande såväl tama som vilda djur, till exempel lamadjur, fåglar och växter i naturlig storlek. Om allt detta vittnade den spanske krönikören Garcilaso de la Vega vid spanjorernas ankomst till Cusco.
Det som i dag är kvar av Soltemplet är delar av grundmuren. När de spanska conquistadorerna hade intagit Cusco, revs större delen av templet  1534 varvid stenen användes till spanjorernas husbyggnader. Över det gamla tempelområdet uppförde sedan spanjorerna konventet Santo Domingo.
Konventet förstördes dock av en kraftig jordbävning år 1650, som lämnade mycket litet kvar av spanjorernas ursprungliga byggnad. Det byggdes dock upp igen och var i stort sett färdigställt 1681. En senare jordbävning 1950 blottlade flera inkamurar från det gamla inkatemplet som varit okända. Senare studier av murarna har visat att de var byggda med hänsyn till solens läge vid vissa tidpunkter på året.
I sydöst ligger den kurvformade muren som nu utgör basen för altaret i konventet Santo Domingo. Murens mått är ungefär 10 m bred och 6 m hög. Just denna bågformade del av muren, som är byggd av svart diabas, anses vara det förnämsta provet på inkafolkets stenbyggnadsteknik. Muren är skickligt sammanbyggd av släthuggna stenar som lagts sten vid sten utan bruk.
Inne i konventet Santo Domingo finns ytterligare murar från inkatiden bevarade, även dessa inordnade i lägen som anpassats efter solståndet.
|  |  |  |

Den spanske dominikanerprästen Efraim George Squier mätte upp Soltemplet till 296 x 52 fot. Själva tempelområdet Coricancha sträckte sig i norr till Plaza del Sol, en 70 meter lång mur som ungefär motsvarar det nuvarande konventet Santo Domingo. Muren i öster (mot gatan Auacpinta) är ungefär 60 meter lång och 5 meter hög.

## En helig plats
Coricancha var Inkarikets heligaste plats, vid vilken bröllop, kröningar och riter av större betydelse ägde rum.
Inkas soltempel kunde bara beträdas under vördnad, barfota och som ett tecken på ödmjukhet med en börda på ryggen, och under instruktioner från Willac Umo, som var solkultens överstepräst.
Denne levde alltid i närheten av Sapa inka. Då Sapa inka uppehöll sig i Cusco var Coricancha den plats där Willac Umo verkade.
Förutom Coricancha fanns det ytterligare sex betydande tempel (Inti Pampa, Solfältstemplen), som tjänade de övriga gudarna, såsom Mama Killa (Mor måne) och Illapa (Åskguden), Chaska quyllur (Venusliknande mytologiskt väsen) och Suchu, qullqa quyllur (Plejaderna), vädergudarna och regnbågens gud  Kuychi i ormtemplet Amarukancha.

## Arkitektur
Coricancha uppfördes cirka 1438 på platsen för den äldsta bosättningen i Cusco. Den legendariske Inkan Manco Cápac hade valt platsen, där floderna Río Huatanay och Río Tullumayo flyter samman, som en militärt och bevattningstekniskt lämplig plats för en bosättning, där hans systrar bodde. Inkan Pachacútec ökade på platsens sakrala betydelse ytterligare. Han omvandlade Cusco till formen av en puma, en uråldrig symbol för makt och med koppling till månkulten, och där Corichancha är placerad precis under pumans svans vid platsen för genitalierna.
En inhägnad nedanför det absidformade soltemplet inneslöt fyra mindre tempelanläggningar, som på tre sidor omgav tempelgården.
Fronten på Soltemplet är byggd av precist fogade stenar utan murbruk, ett prov på Inkarikets stora förmåga när det gäller stenarbeten. Den mjukt rundade stenmuren förstärker byggnadens estetiska enkelhet. Stenarna smalnar av uppåt, vilket optiskt förstärker byggnadens höjd.